# Javor (Šekovići)
Pour les articles homonymes, voir Javor.
Javor (en serbe cyrillique : Јавор) est un village de Bosnie-Herzégovine. Il est situé dans la municipalité de Šekovići et dans la république serbe de Bosnie. Selon les premiers résultats du recensement bosnien de 2013, il compte 174 habitants.
Avant la guerre de Bosnie-Herzégovine, le village faisait entièrement partie de la municipalité de Šekovići ; après la guerre, une portion de son territoire a été rattachée à la municipalité de Kladanj, intégrée à la fédération de Bosnie-et-Herzégovine.

## Démographie

### Répartition de la population par nationalités (1991)
En 1991, le village comptait 344 habitants, répartis de la manière suivante :